# Крекінг-установка Сідар-Байу
Крекінг-установка Сідар-Байу (Cedar Bayou) – підприємство нафтохімічної промисловості в Техасі, яке належить компанії Chevron Phillips (спільне підприємство енергетичного гіганту Chevron та американської хімічної корпорації Phillips 66). 
У 1963 році компанія Gulf Oil (активи якої на початку 1980-х були розділені між рядом інших гравців) започаткувала роботу майданчику нафтохімічного спрямування на північно-східній околиці міста Бейтаун, розташованого на східному, протилежному від Х’юстону, березі річки San Jacinto. Свою назву – Сідар-Байу – комплекс отримав від протікаючого поряд струмка, котрий відділяє Бейтаун від  іншого відомого центру нафтохімії Монт-Бельв'ю. У 1977 році на майданчику ввели в експлуатацію установку парового крекінгу вуглеводнів, яка станом на середину 2010-х має річну потужність у 835 тисяч тонн етилену. Як сировину для піролізу вона використовує етан (30%), пропан (25%), бутан та газовий бензин (по 25%). Вироблений етилен, зокрема, постачається на існуючі в складі комплексу виробництва поліетилену – лінійного низької щільності (190 тисяч тон на рік), низької щільності (280 тисяч тон) та високої щільності (370 тисяч тон).
В той же час, наявність у регіоні інших численних піролізних виробництв та розгалужена мережа етиленопроводів дозволяла Chevron Phillips споживати на майданчику в Сідар-Байу вдвіче більше етилену, аніж могла продукувати її установка, та випускати великі об'єми альфа-олефінів. А в середині 2010-х, з появою внаслідок «сланцевої революції» додаткових обсягів етану у регіоні Мексиканської затоки, на площадці Сідар-Байу розпочалось спорудження нової крекінг-установки світового значення.